# Juscelino Kubitschek
Juscelino Kubitschek de Oliveira (JK, ur. 12 września 1902 w Diamantinie, zm. 22 sierpnia 1976 w Resende) – brazylijski polityk, prezydent kraju (wówczas Republiki Zjednoczonych Stanów Brazylii) w latach 1956-1961.

## Życiorys
Jego ojciec, João César de Oliveira, zmarł, gdy przyszły prezydent miał ledwie dwa lata. Jego matka zaś, nauczycielka, Júlia Kubitschek, była pochodzenia czeskiego. Warto w tym miejscu zwrócić uwagę na fakt, iż Juscelino był znany przez całe swoje życie bardziej pod nazwiskiem matki, niż ojca.
Kubitschek, który studiował medycynę, stosunkowo szybko zainteresował się i zaczął działać w polityce. W wieku 32 lat (czyli w 1934) został wybrany na członka lokalnego parlamentu rodzinnego stanu Minas Gerais. Jednakże w niedługi czas potem został zmuszony do powrotu do praktyki lekarskiej, ponieważ zaliczano go do przeciwników rządzącego ówcześnie dyktatora Getúlio Vargasa.
Mimo to w 1940 został mianowany burmistrzem Belo Horizonte. W 1945 ponownie został stanowym parlamentarzystą, zaś w 1950 objął funkcję gubernatora swojego rodzinnego stanu. Pięć lat później kandydował zaś na stanowisko prezydenta jako socjaldemokrata i wygrał. Jego hasło wyborcze brzmiało: „Pięćdziesiąt lat postępu w pięć”.
Jego rządy rzeczywiście zaznaczyły się znacznym rozwojem kraju, co wszelako nacechowane było silnie nacjonalizmem i populizmem. Za jego rządów założono miasto Brasília, która od 1960 jest stolicą Brazylii. Zbudowano ją wedle założeń modernistycznych na podstawie projektu Lucio Costy i Oscara Niemeyera Soaresa.
Jednakże, wedle krytyków prezydenta, cena rozwoju była zbyt wielka – ukuli nawet hasło: „Pięćdziesiąt lat inflacji w pięć”.
W 1961 Kubitschek odszedł ze stanowiska prezydenta, zastąpiony przez Jânio Quadrosa. Po przejęciu władzy przez wojskową juntę w 1964 został na dziesięć lat pozbawiony praw publicznych. Wybrał więc emigrację do USA i krajów Europy. Powrócił jednak w 1967, ale w 1976 zginął w wypadku samochodowym. 350 tysięcy ludzi uczestniczyło w jego pogrzebie w założonej przez niego stolicy. Obecnie spoczywa w nowym mauzoleum, otwartym w 1981.
Niejasności wokół śmierci Kubitschka spowodowały w maju 2013 roku wszczęcie śledztwa przez Komisję Prawdy, powołaną dwa lata wcześniej przez prezydent Dilmę Rousseff celem wyjaśnienia zbrodni dawnej junty. W grudniu 2013 roku komisja orzekła, że śmierć Kubitschka w wypadku została upozorowana, większość dokumentacji powstałej w prowadzonym wówczas śledztwie została spreparowana pod założoną tezę, a świadkowie zostali przekupieni lub zastraszeni.
Trzecie największe lotnisko w Brazylii, międzynarodowy port lotniczy Brasília nosi jego imię (port. Aeroporto Internacional de Brasília – Presidente Juscelino Kubitschek).
Jego córka, Márcia Kubitschek (1942-2000) pełniła w latach 1991-1994 funkcję wicegubernatora Dystryktu Stołecznego.

## Odznaczenia
Brazylijskie
- Krzyż Wielki Orderu Narodowego Zasługi (1956) – ex officio
- Krzyż Wielki Orderu Zasługi Marynarskiej (1956) – ex officio
- Krzyż Wielki Orderu Zasługi Wojskowej (1956) – ex officio
- Krzyż Wielki Orderu Zasługi Lotniczej (1956) – ex officio

Zagraniczne
- Krzyż Wielki Orderu Imperium (1956, Wielka Brytania)
- Łańcuch Orderu Izabeli Katolickiej (1958, Hiszpania)[3]
- Krzyż Wielki Klasy Specjalnej Orderu Boyacá (1959, Kolumbia)[4]
- Łańcuch Orderu Orła Azteckiego (1960, Meksyk)[5]
- Krzyż Wielki Orderu Vasco Núñeza de Balboa (1963, Panama)
- Łańcuch Orderu Manuela Amadora Guerrero (Panama)
- Łańcuch Orderu Narodowego Zasługi (1957, Paragwaj)
- Krzyż Wielki z Brylantami Orderu Słońca (1957, Peru)[6]
- Łańcuch Orderu Oswobodziciela (1957, Wenezuela)[6]
- Order Domowy Nassauski Lwa Złotego (1956, Luksemburg)[7]
- Krzyż Wielki Orderu Zasługi RFN (1955, Niemcy)[8]
- Krzyż Wielki Klasy Specjalnej Orderu Zasługi RFN (1956, Niemcy)
- Łańcuch Orderu Zasługi (1956, Włochy)[9]
- Krzyż Wielki Orderu Zasługi (1953, Włochy)[10]
- Krzyż Wielki Wstęgi Trzech Orderów (1957, Portugalia)[11]:
  - Krzyż Wielki Orderu Chrystusa
  - Krzyż Wielki Orderu Avis
  - Krzyż Wielki Orderu św. Jakuba od Miecza
- Krzyż Wielki Orderu Wieży i Miecza (1956, Portugalia)[11]
- Wielki Łańcuch Orderu Infanta Henryka (1960, Portugalia)[11]
- Order Tomáša Garrigue Masaryka I klasy – pośmiertnie (1996, Czechy)[12]